# Karl Malone
Karl Malone (n. 24 iulie 1963, Summerfield⁠(d), Parohia Claiborne, Louisiana, SUA) este un fost baschetbalist american care a evoluat cu precădere pentru Utah Jazz în National Basketball Association. A debutat în NBA în 1985 și s-a retras în 2004, evoluând ultimul sezon la Los Angeles Lakers. Malone e o legendă a sportului și al treilea cel mai bun marcator din istoria ligii nord-americane după LeBron James și Kareem Abdul-Jabbar. Deține recordul celor mai multe puncte marcate de la linia de aruncări libere. În 2010, el a fost primit în Naismith Memorial Basketball Hall of Fame.
Karl Malone a fost numit MVP al competiției în 1997 și 1999. El a fost cunoscut și pentru defensivă, în special pentru recuperările sale. 
Alături de John Stockton, Malone a reușit să califice Utah Jazz în finala ligii din 1997, pentru prima oară în istorie, dar a pierdut împotriva legendarei Chicago Bulls conduse de Michael Jordan, Dennis Rodman și Scottie Pippen (Big 3). A repetat performanța și anul următor, pierzând finala tot cu scorul de 2 la 4. Din 1998 încoace, Utah Jazz nu s-a mai calificat niciodată într-o finală NBA.

## Viața personală

### Wrestling
După finala NBA din 1998, Malone a făcut echipa cu prietenul său Diamond Dallas Page împotriva lui Hulk Hogan și a baschetbalistului rival Dennis Rodman, într-un meci pe echipe contând pentru PPV-ul Bash at the Beach din legendara promoție WCW. 